# Joseph Rutter
Pour les articles homonymes, voir Rutter.
Joseph Rutter (fl. en 1635) est un poète et un dramaturge anglais de l'époque de Charles Ier d'Angleterre.

## Biographie

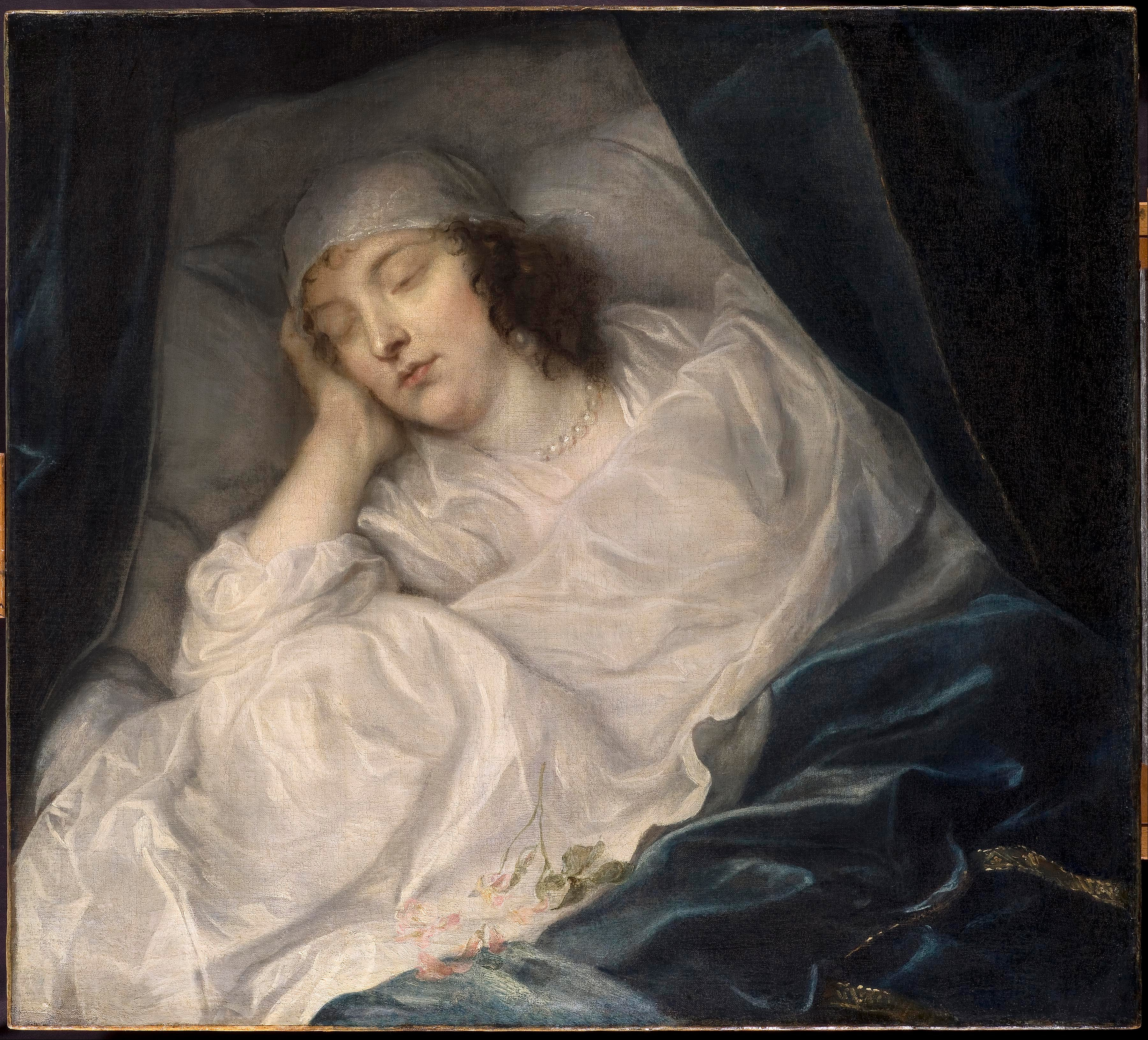
Lady Digby sur son lit de mort, sujet de l'élégie Thyrsis

Joseph Rutter appartient au tout dernier cercle d'amis de Ben Jonson. En 1635, il publie The Shepheard's Holy Day, une tragi-comédie pastorale, qui est jouée devant le couple royal à Whitehall. Il semble que Rutter a vécu avec sir Kenelm Digby quelque temps après la mort de la femme de celui-ci en 1633. Rutter a écrit à cette occasion une élégie pastorale, intitulée Thyrsis, sur la mort de la noble lady Venetia Digby (publiée en 1635).
Jonson a écrit une préface à une œuvre de Rutter, qu'il a dédicacée : « à mon cher fils et à mon bon ami érudit ». Thomas May lui en a dédicacé une autre. Rutter a écrit une élégie à l'intention de Jonson dans son Jonsonus Virbius (1638).
Pendant quelques années, Rutter est le précepteur des deux fils d'Edward Sackville, 4e comte de Dorset, lord Chambellan de la reine Henriette Marie. Pour satisfaire le désir du comte, Rutter traduit à partir du français Le Cid de Corneille, qui a été joué à la cour devant le roi et la reine, puis sur la scène du Cockpit Theatre à Drury Lane par les troupes de leurs Majestés en 1637. On a dit qu'une partie de cette traduction était l'œuvre des élèves de Rutter, Richard Sackville, futur comte de Dorset et son frère Edward, capturé et tué en 1646 pendant la guerre civile par les forces parlementaires. La seconde partie est publiée par ordre du roi en 1640, et les deux parties sont rééditées à Londres en 1650.
Quelques vers On a Lady's Tempting eye, attribués à un certain John Rutter pourraient bien être de lui.